# Орманова
Орманова — бывшее село в Аксуском районе Жетысуской области Казахстана. Входилов в состав Молалинской поселковой администрации. Упразднено в 2009 г.

## Население
В 1999 году население села составляло 144 человека (70 мужчин и 74 женщины). По данным переписи 2009 года, в селе проживало 78 человек (38 мужчин и 40 женщин).